# Otto Mönckmeier
Otto Mönckmeier (* 1899; † 1966) war ein deutscher Wirtschaftsjurist, der im Dritten Reich Karriere machte.

## Ausbildung
Mönckmeier promovierte 1922 in Köln mit einer wirtschafts- und sozialwissenschaftlichen Dissertation.

## Beruf
Mönckmeier publizierte ab 1934 (bis 1943) einige Fachbeiträge, u. a. über nationalsozialistische Bücherrevision und Wirtschaftstreuhand. Er gab 1935–37 das Jahrbuch für nationalsozialistische Wirtschaft und 1939 bis 1941 das Wirtschaftstreuhänder-Jahrbuch heraus. In einer Rezension von 1938 kritisierte er den späteren Ordoliberalen Franz Böhm als praxisfern und ideologisch rückständig, weil marktlibertär.
Mönckmeier wurde 1935 Reichsfachgruppenleiter der Wirtschaftsrechtler im Bund Nationalsozialistischer Deutscher Juristen (BNSDJ) und 1939 Reichsgruppenwalter Wirtschaftsrechtswahrer des RG-Rechtswahrerbundes. Ab 1943 war er Präsident der Reichskammer der Wirtschaftstreuhänder.

## Werke (in Auswahl)
- Der Wandel in der Wirtschaftsgesinnung. In: Jahrbuch für nationalsozialistische Wirtschaft, 1935, S. 1–11.
- [Buchrezension über] Franz Böhm: Die Ordnung der Wirtschaft als geschichtliche Aufgabe und rechtsschöpferische Leistung. 1937. Weltwirtschaftliches Archiv. 1938, *35-*37.
- Wirtschaftstreuhänder-Jahrbuch 1939–1941 (Hrsg.), Leipzig.
- Grundsätze für den Marktausgleich in der Volkswirtschaft: Denkschrift des Ausschusses für Rechtsfragen des Wirtschaftsaufbaues der Akademie für Deutsches Recht. Deutschland, W. Kohlhammer, 1939.
- Jahrbuch für nationalsozialistische Wirtschaft. Deutschland, W. Kohlhammer, Bd. 1 1935, Bd. 2 1937
- Als Herausgeber: Mitteilungen. Jahrbuch der nationalsozialistischen Wirtschaft. Deutschland, W. Kohlhammer, 1935.